# Lycée Albert-Premier
Il Lycée Albert 1er di Monaco è una prestigiosa scuola secondaria pubblica fondata nel 1910 dal principe Alberto I nel Principato di Monaco. La scuola offre corsi secondo il curriculum prescritto dalla direzione francese per l'Istruzione, la gioventù e lo sport. Si trova a Monaco-Ville.